# Kanton Saldern
Der Kanton Saldern bestand von 1807 bis 1813 im Distrikt Braunschweig im Departement der Oker im Königreich Westphalen und wurde durch das Königliche Decret vom 24. Dezember 1807 gebildet.

## Gemeinden
- Saldern an der Fuhse und Schloss,
- Watenstedt
- Heerte
- Bahrum
- Hallendorf
- Lewensiedt
- Engelnstedt
- Bleckenstedt
- Sauingen
- Uefingen
- Alvesse mit Wierthe